# Ekeberg
Ekeberg – część przedmieścia Oslo w Norwegii, położona nad fiordem Oslofjord na terenie dzielnicy Nordstrand.
Wcześniejsza miejscowość Ekeberg została włączona w administracyjne granice miasta Oslo (Wielkie Oslo) w dniu 1 stycznia 2004.
Dzielnica znana dzięki obrazowi Edvarda Muncha, Krzyk, namalowanego z wykorzystaniem krajobrazu, jaki rozciąga się z Ekeberg na Oslofjorden.
W dzielnicy tej, na stadionie Ekebergsletta, odbywają się każdego lata norweskie rozgrywki pucharowe w piłce nożnej.